# Тай-ныа
Тай-ныа (ᥖᥭᥰᥖᥬᥳᥑᥨᥒᥰ, кит. 傣那语) — один из языков дайцев. Относится к тай-кадайским языкам. Распространён в Китае (Ляншань-Ийский автономный округ провинции Сычуань и Дэхун-Дай-Качинский автономный округ провинции Юньнань), северных районах Лаоса, в Мьянме (восток штата Качин и север штата Шан) и Вьетнаме (провинция Шонла). Число носителей — 717 тыс. чел., из них 540 тыс. в Китае, 72 тыс. в Мьянме, 70 тыс. во Вьетнаме и 35 тыс. в Лаосе.

## Письменность

### Традиционное письмо тай-ныа
До реформ XX века письмо тай-ныа включало следующие знаки:
| Согласные | Согласные | Согласные | Согласные | Согласные | Согласные | Согласные | Согласные | Согласные | Согласные | Согласные | Согласные | Согласные | Согласные | Согласные | Согласные | Согласные | Согласные | Согласные |
| --------- | --------- | --------- | --------- | --------- | --------- | --------- | --------- | --------- | --------- | --------- | --------- | --------- | --------- | --------- | --------- | --------- | --------- | --------- |
| ᥐ         | ᥑ         | ᥒ         | ᥓ         | ᥔ         | ᥭ         | ᥖ         | ᥗ         | ᥢ         | ᥙ         | ᥚ         | ᥛ         | ᥕ         | ᥘ         | ᥝ         | ᥜ         | ᥞ         |           | ᥟ         |
| [k]       | [x]       | [ŋ]       | [ts]      | [s]       | [ɲ]       | [t]       | [tʰ]      | [n]       | [p]       | [pʰ]      | [m]       | [j]       | [l]       | [w]       | [s]       | [h]       | [h]       | [ʔ]       |

Для обозначения гласных использовались буквы ᥣ, ᥤ, ᥬ, ᥨ, ᥩ, ᥫ. Тона на письме не обозначались.

### Реформированное письмо тай-ныа
В 1954 году письмо тай-ныа подверглось реформе. Было изменено значение знака ᥜ — он стал обозначать звук [f]. Введён знак ᥠ для обозначения звука [tsʰ]. Также было упорядочено написание гласных. Введены диакритические знаки для обозначения тонов: ˃ — средний тон, : — высокий тон, ˇ — низкий тон, ˋ — средний нисходящий тон, ˖ — высокий нисходящий тон, ˊ — средний восходящий тон. Кроме того было решено использовать разные формы знаков для заглавных и строчных согласных в инициалях. Для заглавных букв были сохранены традиционные знаки тай-ныа, а для строчных были взяты знаки бирманского письма. Знаки для строчных согласных в инициалях имели следующий вид:
| ဂ   | ၷ   | င   | ငဝ   | သ   | ဒပ  | တ   | ထ    | ဏ   | ပ   | ဘ    | မ   | ယ   | လ   | ဝ   | ပႁ  | ၥႁ    | ႁၥ  | ႁ   | က   |
| [k] | [x] | [ŋ] | [ts] | [s] | [ɲ] | [t] | [tʰ] | [n] | [p] | [pʰ] | [m] | [j] | [l] | [w] | [f] | [tsʰ] | [h] | [h] | [ʔ] |

Вторая реформа письма тай-ныа состоялась в 1956 году. Были упразднены бирманские начертания для строчных согласных, вновь пересмотрено написание гласных звуков (оно стало более последовательным), изменены значения ряда знаков для согласных (вместо ᥭ [ɲ] стали писать ᥒ [ŋ], вместо ᥠ [tsʰ] — ᥔ [s], вместо ᥢ [n] — ᥘ [l], вместо  — ᥜ [f]), изменён способ обозначения тонов — средний тон перестал обозначаться на письме, для других же тонов были введены латинские буквы r, e, a, v, c.
В 1963—1964 годах письменность тай-ныа была реформирована в третий раз. Были введены 3 знака для согласных (ᥠ [kʰ], ᥡ [tsʰ],
ᥢ [n]), вновь внесены изменения в обозначение гласных, а латинские буквы для обозначения тонов снова заменены диакритическими знаками.
В 1988 году прошла четвёртая реформа тай-ныа: диакритические знаки для обозначения тонов были заменены значками, схожими по написанию с латинскими буквами, использовавшимися для этой цели в 1956—1964 годах.

### Современное письмо тай-ныа
В 1954, 1956, 1963-64 и 1988 годах эта письменность подвергалась реформам. В настоящее время она состоит из следующих знаков:
| Согласные | Согласные | Согласные | Согласные | Согласные | Согласные | Согласные | Согласные | Согласные | Согласные | Согласные | Согласные | Согласные | Согласные | Согласные | Согласные | Согласные | Согласные | Согласные |
| --------- | --------- | --------- | --------- | --------- | --------- | --------- | --------- | --------- | --------- | --------- | --------- | --------- | --------- | --------- | --------- | --------- | --------- | --------- |
| ᥐ         | ᥑ         | ᥒ         | ᥓ         | ᥔ         | ᥕ         | ᥖ         | ᥗ         | ᥘ         | ᥙ         | ᥚ         | ᥛ         | ᥜ         | ᥝ         | ᥞ         | ᥟ         | ᥠ         | ᥡ         | ᥢ         |
| [k]       | [x]       | [ŋ]       | [ts]      | [s]       | [j]       | [t]       | [tʰ]      | [l]       | [p]       | [pʰ]      | [m]       | [f]       | [w]       | [h]       | [ʔ]       | [kʰ]      | [tsʰ]     | [n]       |

| ᥣ   | ᥤ   | ᥥ   | ᥦ   | ᥪ   | ᥬ    | ᥧ   | ᥨ   | ᥩ   | ᥫ   | ᥭ    |
| [a] | [i] | [e] | [ɛ] | [ɯ] | [aɯ] | [u] | [o] | [ɔ] | [ə] | [ai] |

| ᥰ | ᥱ | ᥲ | ᥳ | ᥴ |
| 2 | 3 | 4 | 5 | 6 |